# Ferdinand Jan Nepomuk z Harrachu
Hrabě Ferdinand Jan Nepomuk z Harrachu-Rohrau (německy Ferdinand Johann Nepomuk von Harrach zu Rohrau, 11. listopadu 1740 – 27. září 1796 Vídeň) byl rakouský šlechtic ze starší linie rodu Harrachů. Sloužil v císařské armádě, kde dosáhl hostnosti polního podmaršálka. Za své zásluhy byl odměněn rytířský řádem vojenského řádu Marie Terezie.

## Život
Narodil se jako syn hraběte Karla Antonína Václava z Harrachu-Rohrau (4. srpna 1692 – 21. března 1758) a jeho manželky hraběnky Marie Kateřiny z Bucquoy (30. dubna 1699 – 21. března 1758). Měl tři sourozence, jeho bratr Alois Arnošt (1728–1800) byl vojákem, dosáhl hodnosti císařského podmaršálka.
V roce 1757 Ferdinand Jan vstoupil do rakouských služeb a jako kornet k tehdejšímu dragounského pluku arcivévody Josefa, s nímž se zúčastnil bojů sedmileté války a 11. února 1759 byl povýšen na kapitána.
Po válce byl 19. ledna 1770 povýšen do hodnosti podplukovníka jezdeckého pluku Löwenstein a v roce 1772 plukovníkem Dragounského pluku Batthyány. Pod velením generála Laudona se účastnil válek o bavorské dědictví a 13. listopadu 1778 byl povýšen na generálmajora.
19. srpna 1786 se stal majitelem kyrysnického pluku.
V roce 1788, kdy vypukla rusko-turecká válka a Harrach v řadách hlavní armády v říjnu 1788 s oddílem 2000 mužů dorazil k Turky obsazenému městu Banátská Palanka. Harrach navrhl plán útoku a poté osobně vedl hlavní útok. Jeho kůň pod ním padl zasažen kulkou, útok však byl úspěšný a Turci byli zahnáni.
O pouhých šest dní později, 27. října, se mu podařilo odehnat nepřátelskou flotilu 52 lodí. Paša byl zajat se zprávami velkovezírovi. Kromě toho byly zajaty čtyři vlajkové a 18 transportních lodí s municí a proviantem. Podařilo se mu obsadit oblast od Moldavy po Kubín.
Dne 27. V května 1789 byl Harrach povýšen do hodnosti polního maršála-poručíka. 10. února 1790 se stal 2. majitelem C.k. hulánského pluku č. 6 „Josef II.“. Za vojenský úspěch v Uj-Palánce byl 19. prosince 1790 oceněn rytířským křížem Řádu Marie Terezie.
30. března 1792 byl Harrach také jmenován nadporučíkem v osobní gardě arciérů a císař Leopold II. ho jmenoval do komise pro vývoj nového vojenského systému.
Hrabě Ferdinand Jan Nepomuk z Harrachu zemřel dne 27. září 1796 ve Vídni.

### Manželství
Harrach byl ženatý s Josefou Terezií Baumovou z Appelshofenu, z jejich manželství se však nenarodily žádné děti.